# Verquin
Verquin – miejscowość i gmina we Francji, w regionie Hauts-de-France, w departamencie Pas-de-Calais.
Według danych na rok 2015 gminę zamieszkiwały 3463 osoby, a gęstość zaludnienia wynosiła 935 osób/km² (wśród 1549 gmin regionu Nord-Pas-de-Calais Verquin plasuje się na 254. miejscu pod względem liczby ludności, natomiast pod względem powierzchni na miejscu 789.).